# "C" de Cadáver
"C" Is for Corpse ("C" de Cadáver em português) é o terceiro livro da série de romances de mistério "Alphabet" de Sue Grafton. Tem como protagonista Kinsey Millhone, uma detetive particular que trabalha em Santa Teresa, Califórnia.

## Resumo da história
O romance começa com a Kinsey no ginásio, fazendo fisioterapia devido aos ferimentos sofridos no final de "B" Is for Burglar ("B" de Bandido em tradução livre). Lá, ela conhece Bobby Callahan, um homem de 23 anos que quase morreu quando o seu carro se despistou nove meses antes. O Bobby está convencido de que este acidente, que matou o seu amigo Rick, foi uma tentativa de homicídio. Ele suspeita que ainda pode estar em perigo, portanto contrata a Kinsey para investigar o ocorrido. Tendo perdido parte de sua memória e capacidades cognitivas como resultado do acidente, ele só consegue articular vagamente o porquê de achar que alguém o quer matar, referindo que algumas informações estão num livro de contactos vermelho que ele já não consegue localizar.
A Kinsey aceita o caso, apesar de ter poucas informações, por ter gostado do Bobby. Ela conhece a família rica, no entanto disfuncional, dele: Glen, mãe do Bobby, herdou muito dinheiro e está no seu terceiro casamento com o Derek Wenner, cuja filha Kitty, de 17 anos, consome drogas e está gravemente doente com anorexia. A Glen não foi poupada na procura de tratamento e aconselhamento para o Bobby. Ele ficou ainda mais deprimido depois da morte do Rick, das suas lesões e da perda das suas chances na faculdade de medicina. Poucos dias depois, o Bobby morre em outro acidente de carro, aparentemente devido a uma convulsão ao volante. A Kinsey acredita que este resultado era o pretendido ao causar o primeiro acidente e, portanto, que foi um assassinato bem-sucedido. A Kinsey investiga possiveis motivações de várias pessoas: a Kitty vai herdar 2 milhões de dólares do Bobby; o Derek tinha um seguro de vida de Bobby, ganhando uma grande quantia de dinheiro sem a Glen saber; e os pais do Rick culpam o Bobby pela morte do seu filho.
No entanto, a Kinsey procura a solução em outro lugar: um amigo do Bobby dá-lhe o livro de contactos vermelho, que mostra que o Bobby estava à procura de alguém chamado Blackman. A ex-namorada de Bobby achava que ele tinha terminado o relacionamento por estar a ter um caso com outra pessoa, e que ele estava a ajudar uma mulher que estava a ser chantageada. A Kinsey eventualmente descobre que a mulher com quem o Bobby estava envolvido era amiga da mãe dele, Nola Fraker. Ela confessa que disparou acidentalmente no seu marido, um arquiteto famoso chamado Dwight Costigan, durante uma suposta briga com um intruso na sua casa anos antes. Ela tem um chantagista, que tem a arma com as impressões digitais da Nola.
Tentando investigar mais a fundo, a Kinsey apercebe-se que "Blackman" é um código utilizado na morgue para um cadáver sem identificação. Ela encontra a arma escondida no cadáver. No entanto, no hospital, ela encontra o corpo do assistente da morgue, que morreu recentemente, concluindo que o assassino está no hospital. O atual marido da Nola, Dr. Fraker, um patologista do hospital, é também o chantagista. O Bobby descobriu o que o Fraker estava a fazer, mas o Fraker causou o primeiro acidente de carro antes que ele pudesse fazer algo, fazendo com que o Bobby encarregasse a Kinsey de o desvendar. Logo depois, o Fraker cortou os travões do carro do Bobby, causando o seu acidente fatal, e depois falsificou os resultados da autópsia para parecer que a causa do acidente tenha sido uma convulsão. O Fraker prende a Kinsey e aplica-lhe uma injeção que a deixa incapacitada, mas ela consegue atacá-lo e corre para um telefone para chamar a polícia. No epílogo, ela descreve como finalmente conseguiu resolver a dívida que sente ter com o Bobby e conclui a desejar que ele esteja em paz.
Em uma história paralela, o senhorio e amigo da Kinsey, Henry, inicia um relacionamento pessoal e de negócios com a Lila Sams, que acabou de chegar a Santa Teresa. A Kinsey, irritada com a Lila, descobre que ela tem várias identidades ilegais e entrega-la à polícia mesmo quando a Lila estava a se prepar para fugir com o dinheiro do Henry.

## Personagens
- Kinsey Millhone: Detetive particular contratada por um homem que ela conhece no ginásio.

## Avaliações
A Publishers Weekly fez uma avaliação positiva do romance, descrevendo-o como acelerado, com personagens únicas e autênticas, e escrito de forma leve mas segura.
A Kirkus Reviews também elogiou o livro, dizendo que era o melhor da série até agora, e que a sua mais-valia era a Kinsey Millhone. A avaliação destacou o estilo de escrita "quente e rápido" de Grafton e disse que a história era intrigante, apesar de exagerada. 

## Prémios
"C" de Cadáver recebeu o prémio Anthony de 1987 para Melhor Romance na Bouchercon, na Convenção Mundial de Mistério, em Minneapolis, Minnesota.